# Oakland Raiders 1980
La stagione 1980 degli Oakland Raiders è stata la 11ª della franchigia nella National Football League, la 21ª complessiva. La squadra divenne la prima della storia a vincere il Super Bowl come wild card, il secondo trionfo della franchigia. 
Prima dell'inizio della stagione, il proprietario Al Davis annunciò il progetto di trasferire i Raiders da Oakland a Los Angeles. Tuttavia, il Commissioner della NFL Pete Rozelle bloccò il progetto con un ordine restrittivo. Provò persino a rimuovere Davis come proprietario e il caso finì in tribunale. Ancora ad Oakland, tuttavia, i Raiders iniziarono la stagione con nuovo quarterback titolare dopo l'acquisizione di Dan Pastorini dagli Houston Oilers in cambio di Ken Stabler. Tuttavia Pastorini faticò e i Raiders iniziarono con un record di 2-3 quando il giocatore si infortunò, venendo sostituito da Jim Plunkett che diede la scossa alla squadra. La difesa guidò la lega in intercetti (35), palloni persi forzati agli avversari (52) e yard a portata (3,4). Lester Hayes invece guidò la NFL con 13 intercetti. La squadra vinse sei gare consecutive e concluse con un record di 11-5, al secondo posto della division. Nel primo turno i Raiders batterono gli Houston Oilers 27-7, con la difesa che intercettò l'ex compagno Kenny Stabler due volte. Sette giorni dopo la squadra batté a sorpresa i Cleveland Browns 14-12 in una gara prettamente difensiva a Cleveland. Nella finale di conference a San Diego i Raiders vinsero nuovamente a sorpresa contro i Chargers 34-27 raggiungendo la finalissima. Con una prestazione da MVP di Jim Plunkett e tre intercetti di Rod Martin i Raiders batterono i Philadelphia Eagles 27-10 nel Super Bowl XV.

## Scelte nel Draft 1980
| Scelte dei Raiders nel Draft 1980 |        |                  |       |                |
| Turno                             | Scelta | Giocatore        | Ruolo | College        |
| 1                                 | 15     | Marc Wilson      | QB    | Brigham Young  |
| 2                                 | 43     | Matt Millen      | LB    | Penn State     |
| 5                                 | 125    | Kenny Lewis      | HB    | Virginia Tech  |
| 5                                 | 126    | John Adams       | LB    | LSU            |
| 5                                 | 128    | William Bowens   | LB    | North Alabama  |
| 7                                 | 173    | Malcolm Barnwell | WR    | Virginia Union |
| 8                                 | 194    | Kenny Hill       | S     | Yale           |
| 10                                | 231    | Walter Carter    | DT    | Florida State  |
| 11                                | 264    | Mike Massey      | LB    | Arkansas       |
| 12                                | 322    | Calvin Muhammad  | WR    | Texas Southern |

## Roster
| Roster degli Oakland Raiders nel 1980 |
| --- |
| Quarterback - 7 Dan Pastorini - 16 Jim Plunkett - 6 Marc Wilson Running Back - 33 Kenny King - 31 Derrick Jensen - 43 Ira Matthews - 30 Mark van Eeghen FB - 22 Arthur Whittington Wide Receiver - 81 Morris Bradshaw - 21 Cliff Branch - 85 Bob Chandler - 89 Rich Martini Tight End - 87 Dave Casper - 88 Raymond Chester - 46 Todd Christensen - 84 Derrick Ramsey Offensive Linemen - 50 Dave Dalby C - 79 Bruce Davis T - 70 Henry Lawrence T - 65 Mickey Marvin G - 71 Lindsey Mason T - 78 Art Shell T - 66 Steve Sylvester G - 63 Gene Upshaw G Defensive Linemen - 73 Dave Browning DE - 77 Joe Campbell DE - 86 Cedrick Hardman DE - 90 Willie Jones DE - 62 Reggie Kinlaw DT - 72 John Matuszak DE - 74 Dave Pear DT Linebacker - 83 Ted Hendricks - 58 Monte Johnson - 53 Rod Martin - 57 Randy McClanahan - 55 Matt Millen - 51 Bob Nelson Defensive Back - 36 Mike Davis SS - 37 Lester Hayes CB - 42 Monte Jackson - 23 Odis McKinney SS - 35 Dwayne O'Steen CB - 44 Burgess Owens FS Special Team - 10 Chris Bahr K - 8 Ray Guy P |
| Legenda - I rookie sono in corsivo. - Il primo ruolo è il principale mentre gli eventuali successivi indicano i ruoli secondari. - (IR) sta per Injured Reserve ed indica la lista ristretta per un solo giocatore infortunato che può tornare ad allenarsi dopo la settimana 6 e a rientrare in prima squadra dopo che questa ha giocato 8 partite. - (NF-Inj.) / (NF-Ill.) stanno rispettivamente per Non-Football Injured e Non-Football Illness ed indicano le liste dove viene inserito un giocatore che ha un infortunio o una malattia non dipendente dal football americano. - (PUP) sta per Physically Unable to Perform ed indica la lista dove viene inserito un giocatore mentre è in attesa di recuperare la condizione fisica. Nella stagione regolare dopo la sesta partita giocata dalla propria squadra, il giocatore ha tempo tre settimane per riprendere ad allenarsi, più tre settimane aggiuntive dal suo rientro agli allenamenti per rientrare in prima squadra.                                                          |

## Calendario
| Stagione regolare |                        |             |                                 |
| Turno             | Avversario             | Risultato   | Stadio                          |
| 1                 | at Kansas City Chiefs  | V 27–14     | Arrowhead Stadium               |
| 2                 | at San Diego Chargers  | S 24–30 DTS | San Diego Stadium               |
| 3                 | Washington Redskins    | V 24–21     | Oakland–Alameda County Coliseum |
| 4                 | at Buffalo Bills       | S 7–24      | Rich Stadium                    |
| 5                 | Kansas City Chiefs     | S 17–31     | Oakland–Alameda County Coliseum |
| 6                 | San Diego Chargers     | V 38–24     | Oakland–Alameda County Coliseum |
| 7                 | at Pittsburgh Steelers | V 45–34     | Three Rivers Stadium            |
| 8                 | Seattle Seahawks       | V 33–14     | Oakland–Alameda County Coliseum |
| 9                 | Miami Dolphins         | V 16–10     | Oakland–Alameda County Coliseum |
| 10                | Cincinnati Bengals     | V 28–17     | Oakland–Alameda County Coliseum |
| 11                | at Seattle Seahawks    | V 19–17     | The Kingdome                    |
| 12                | at Philadelphia Eagles | S 7–10      | Veterans Stadium                |
| 13                | Denver Broncos         | V 9–3       | Oakland–Alameda County Coliseum |
| 14                | Dallas Cowboys         | S 13–19     | Oakland–Alameda County Coliseum |
| 15                | at Denver Broncos      | V 24–21     | Mile High Stadium               |
| 16                | at New York Giants     | V 33–17     | Giants Stadium                  |

## Classifiche
| AFC West Division     |    |    |   |      |     |      |     |     |     |
|                       | V  | S  | P | %    | DIV | CONF | PF  | PS  | STR |
| San Diego Chargers(1) | 11 | 5  | 0 | .688 | 6–2 | 9–3  | 418 | 327 | V2  |
| Oakland Raiders(4)    | 11 | 5  | 0 | .688 | 6–2 | 9–3  | 364 | 306 | V2  |
| Kansas City Chiefs    | 8  | 8  | 0 | .500 | 4–4 | 6–8  | 319 | 336 | V1  |
| Denver Broncos        | 8  | 8  | 0 | .500 | 3–5 | 5–7  | 310 | 323 | V1  |
| Seattle Seahawks      | 4  | 12 | 0 | .250 | 1–7 | 3–9  | 291 | 408 | S9  |

## Premi
- Lester Hayes:

difensore dell'anno
- Jim Plunkett:

MVP del Super Bowl